# Ronnie McKinnon
Ronnie McKinnon (Glasgow, 1940. augusztus 20. – Stornoway, 2023. szeptember 17.) válogatott skót labdarúgó, középhátvéd.

## Pályafutása

### Klubcsapatban
1960 és 1972 között a Rangers labdarúgója volt, ahol három skót bajnoki címet és négy kupagyőzelmet ért el. Tagja volt az 1966–67-es idényben KEK-döntős csapatnak. 1973-ban a dél-afrikai Durban United csapatában fejezte be az aktív játékot.

### A válogatottban
1960 és 1972 között 28 alkalommal szerepelt a skót válogatottban és egy gólt szerzett.

## Sikerei, díjai
Rangers
- Skót bajnokság
  - bajnok (3): 1960–61, 1961–62, 1963–64
- Skót kupa
  - győztes (4): 1962, 1963, 1964, 1966
- Skót ligakupa
  - győztes (3): 1963–64, 1964–65, 1970–71
- Kupagyőztesek Európa-kupája (KEK)
  - döntős: 1966–67